# Порт Гдыни
Порт Гдыни — польский порт, расположен в городе Гдыня, в 16 км от порта в Гданьске. Является торговым, рыбацким, военным и яхтовым портом.

## История

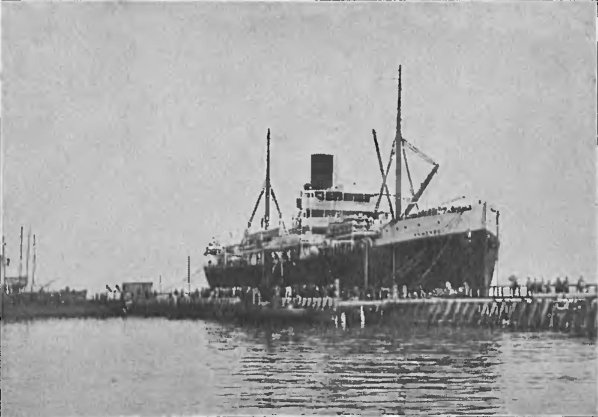
Пароход Кентукки — первое морское судно в порту Гдыни, 13 августа 1923 года

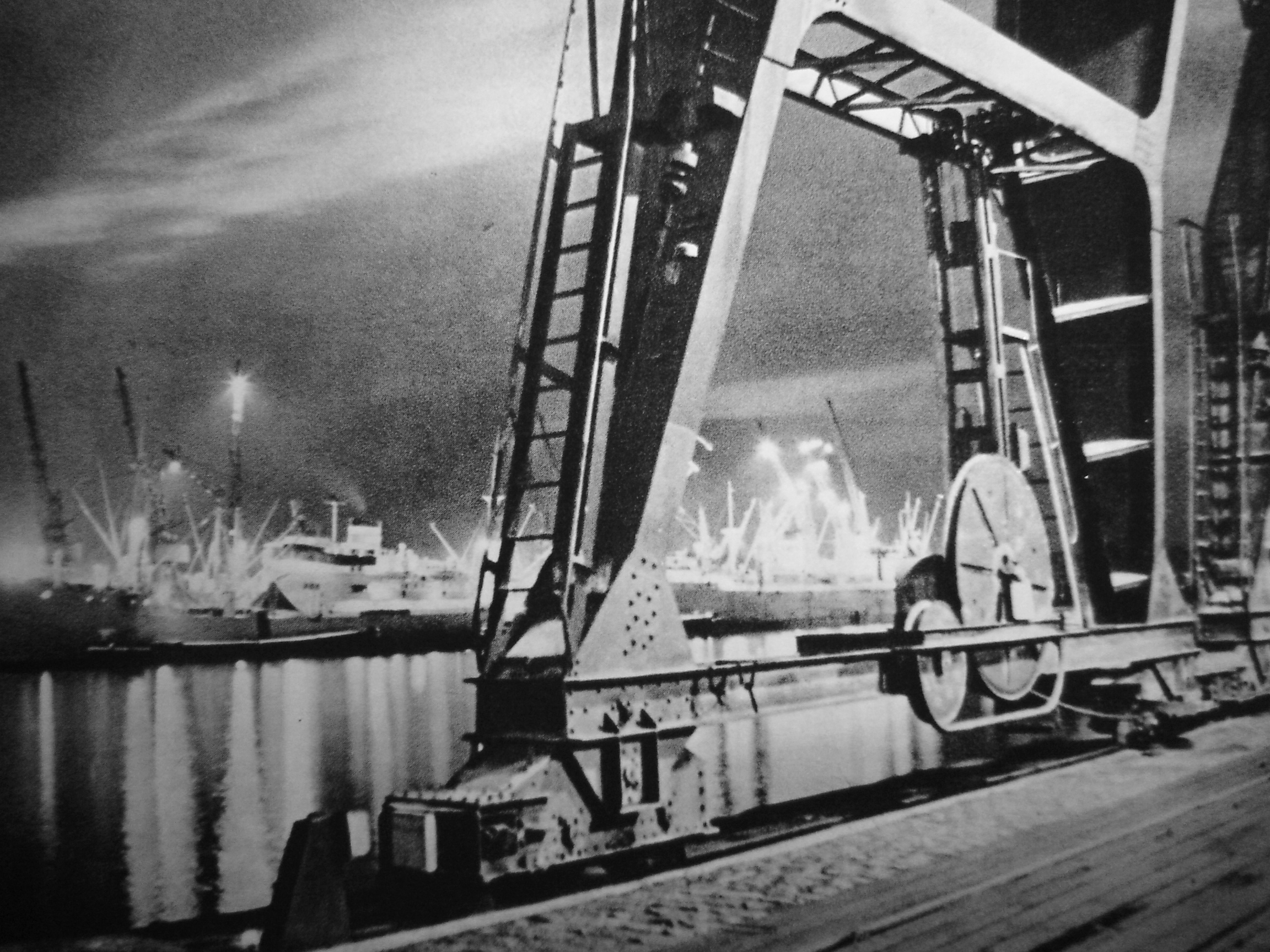
Порт Гдыни, 1964 год

Порт возник вместе с городом Гдыня после Первой мировой войны на месте рыбацкой деревушки. В то время Польша получила выход к морю, но Данциг не вошёл в её состав (он имел особый статус свободного города). Польское государство вынуждено было приступить к созданию на узком клочке береговой полосы так называемого «Данцигского коридора», своего военного и торгового морского порта. Поэтому новый морской порт стали строить в Гдыне.
Первый морской корабль вошёл в порт Гдыни в 1923 году.
В 1920 году руководителем строительства порта в Гдыне был назначен Тадеуш Венда. По его проекту в 1920—1932 был сооружены торговый, военный и рыбацкий порты в Гдыне.
В 1926 году Гдыня получила права города.
Гдыньский порт рос 15 лет вместе с городом. В 1924—1939 гг. это была крупнейшая стройка на территории Польши. В сентябре 1939 г. город располагал современной гаванью и портовой базой.
К 1939 году порт имел шесть крупных стоянок кораблей, к причалам могли подходить крупные морские и океанские корабли с большой осадкой. Для погрузочно-разгрузочных работ было установлено множество различных кранов грузоподъёмностью от 0,5 тонн до нескольких десятков тонн.
В 1928—1939 годах порт Оксивье и северная часть гдыньского порта являлись главной базой польского военно-морского флота.
С 1 по 19 сентября 1939 года польскими войсками осуществлялась оборона побережья, одним из эпизодов которой стала Битва за Оксивскую скалу.
Когда немецко-фашистские захватчики оккупировали порт, они переименовали его в Готенхафен. Здесь базировались подводные лодки и надводные боевые и транспортные корабли немцев, действовавшие в Балтийском и Северном морях.
Порт был освобождён в марте 1945 года в ходе Восточно-Померанской операции вооружённых сил СССР.

## Характеристика порта

### Торговый порт
Основная информация (2004 год):
- годовая погрузочно-выгрузочная способность — 17 000 000 тонн
- длина причалов — 11 км
- максимальная осадка — 8-13,5 м

Два контейнерных терминала:
- Baltic Container Terminal (BCT) — контейнерооборот 361 800 TEU (2011 год).
- Gdyna Container Terminal (GCT)

Терминалы:
- Maritime Bulk Terminal Gdynia, MTMG (Morski Terminal Masowy Gdynia)
- Baltic General Cargo Terminal, BTDG (Bałtycki Terminal Drobnicowy Gdynia)
- Baltic Bulk Terminal (Bałtycka Baza Masowa)
- Westway Terminal Poland
- Petrolinvest S.A.

Транспортная связь:
С Верхнесилезским промышленным округом через Рыбницкий угольный округ и Ченстоховский промышленный округ порт соединён железнодорожной линией D29 131.
Перспективы:
В 2013 году начнётся строительство многоуровневого логистического склада площадью 18,8 тыс. м2.

## Грузооборот порта
| Год                 | 2011  | 2012  | 2013  | 2014  | 2015  |
| ------------------- | ----- | ----- | ----- | ----- | ----- |
| Грузооборот, тыс. т | 15911 | 15809 | 17659 | 19405 | 18198 |